# سردار عبد الله
سردار عبد الله محمود تايمز (مواليد 1967م)، هو كاتب سياسي وصحفي عراقي كردي مستقل، ولد عام 1967، أعلن عن ترشحه لمنصب رئيس جمهورية العراق في أيلول 2018.

## السيرة الذاتية
يذكر سردار عبد الله أنه ولد عام 1967 في جبال كردستان، وترعرع في بغداد، وسبق له أن أبعد إلى السماوة.
ترك دراسته في الصف الخامس الإعدادي بسبب معارضته المسلحة والسياسية لنظام صدام حسين، لكنه عاد وحصل على الشهادة الإعدادية عن طريق الامتحان الخارجي، وتخرج عام 2009 من قسم الإعلام في كلية العلوم الإنسانية في جامعة السليمانية.
كان سردار عبد الله عضواً بمجلس النواب العراقي في دورته الثانية وشغل فيه منصب عضو في لجنة الأمن والدفاع البرلمانية، كما كان رئيس كتلة التغيير البرلمانية في نفس الدورة.
يعد سردار عبد الله سياسيا مستقلا سبق أن استقال من حركة التغيير الكردية عام 2016.

## من مؤلفاته
- كتاب: "موجَز الرحلتَيْن في اقتفاء أثر مولانا ذي الجناحَيْن" (2024).[5]